# Casa Calixto
La Casa Calixto és una obra renaixentista de Gandesa (Terra Alta) inclosa a l'Inventari del Patrimoni Arquitectònic de Catalunya.

## Descripció
Edifici d'habitatges consistent en planta baixa i tres plantes d'habitatges, amb frontó com a remat de coberta. Les façanes són de maó i paredat arrebossat, antigament estucat. Hi ha una cornisa motllurada de separació entre plantes. Hi ha obertures a totes les plantes emmarcades amb motllures. El conjunt de tota la façana és molt simètric. Es tracta d'una de les primeres grans promocions d'habitatges plurifamiliars a Gandesa, als voltants del segle xx.

## Història
Actualment s'està rehabilitant íntegrament tot l'immoble. A les baranes del balcó es veu la inscripció "1886". El seu primer propietari fou Calixto Pallarés.